# Tomozuru
El Tomozuru (友鶴?) fue el tercer y penúltimo buque torpedero japonés de la clase Chidori, botado en 1933, protagonista del incidente que lleva su nombre y que forzó un cambio en la arquitectura naval japonesa. 

## IncidenteTomozuru
Debido a las restricciones del Tratado Naval de Londres de 1930, el número de destructores de la Armada Imperial Japonesa era limitado. Sin embargo, por debajo del límite de las 600 toneladas de desplazamiento se podía crear una unidad menor sin restricciones de número, con la mitad de armamento que un contemporáneo destructor de la Clase Fubuki.
Ese proyecto se consiguió con la Clase Chidori, para la cual se recuperó la clasificación de torpedero. Contaba con un impresionante armamento de tres piezas de 127 mm en dos torretas, una doble a popa y una simple a proa, y dos baterías dobles de tubos lanzatorpedos, unido a una respetable velocidad de 30 nudos.
Sin embargo, las pruebas de mar del Chidori mostraron una marcada inestabilidad debido a un elevado centro de gravedad, a causa de la acumulación de armamento. Pese a ello, las pruebas fueron superadas, aunque se añadieron protuberancias al casco para aumentar su estabilidad.
El incidente en sí ocurrió durante unas maniobras nocturnas con mar gruesa el 12 de marzo de 1934, junto a su gemelo Chidori y el crucero ligero Tatsuta. El Tomozuru portaba una carga completa de armamento y se encontraba corto de combustible, lo que añadido a las malas condiciones climatológicas le hacía encontrarse en una situación peor de las vigentes al realizarse las pruebas de capacitación. Debido a la tormenta, su radio dejó de funcionar, y se comunicaba mediante señales ópticas con el resto de la flotilla, hasta que repentinamente estas cesaron, al tiempo que dejaron de ser visibles sus luces de posición.
El buque fue localizado al día siguiente, zozobrado, por un hidroavión de reconocimiento, siendo posteriormente remolcado a puerto. Tan solo 13 miembros de la tripulación sobrevivieron. Tres de ellos lograron dejar el buque por sus propios medios, y otros diez se mantuvieron en su interior en bolsas de aire hasta que el agua fue expulsada en el dique seco.
Tras el análisis del incidente se comprobó que la inestabilidad del buque era manifiesta, y extensible a otras unidades navales, que necesitaron de reformas. En la misma Clase Chidori estas consistieron en la eliminación de las torretas con piezas de 127 mm y su sustitución por piezas individuales de 120 mm, protegidas, pero sin torreta. También se eliminó una de las baterías lanzatorpedos, se redujo el puente de mando una altura, se eliminaron las protuberancias del casco y se añadió un lastre permanente a la quilla. 
Dado que estaban pendientes de realización más torpederos de esta clase, tras las oportunas modificaciones el resto fue creado con la denominación de Clase Ōtori.

## Historia
Una vez reflotado y modificado, siguió sirviendo en la Armada, participando primero en la segunda guerra sino-japonesa y después en acciones de la Segunda Guerra Mundial, como buque de escolta de convoyes. El 6 de enero de 1943 un ataque aéreo lo dañó y dejó sin propulsión. Su gemelo Hatsukari lo remolcó a puerto. Otro ataque aéreo fue la causa de su hundimiento el 24 de marzo de 1945 en el Mar de China Oriental, 350 kilómetros al SE de Shanghái en la posición 28°25′N 124°32′E / 28.417, 124.533.